# 100 Cycle Challenge femenino
El 100 Cycle Challenge femenino (oficialmente: 100 Cycle Challenge) es una carrera ciclista femenina de un día que se disputa anualmente en el municipio de Ekurhuleni en Sudáfrica con inicio y final en el lago Germiston. Es la versión femenina de la carrera del mismo nombre y se corre sobre una distancia de 100 km.
La carrera fue creada en el año 2018 y hace parte del calendario internacional femenino de la UCI como competencia de categoría 1.2.

## Palmarés
| Año  | Ganador            | Segundo           | Tercero        |
| ---- | ------------------ | ----------------- | -------------- |
| 2018 | Kimberley Le Court | Maroesjka Matthee | Lynette Burger |

## Palmarés por países
| País     | Victorias |
| -------- | --------- |
| Mauricio | 1         |